# Saison 2018 de l'équipe cycliste BMC Racing
La saison 2018 de l'équipe cycliste BMC Racing est la douzième de cette équipe.

## Préparation de la saison 2018

### Sponsors et financement de l'équipe
Depuis sa création en 2007, l'équipe BMC Racing est financée principalement par le fabricant de cycles BMC et son propriétaire, le milliardaire Andy Rihs. L'engagement de ce dernier, prolongé d'année en année depuis 2016, devrait prendre fin à l'issue de cette saison 2018,. TAG Heuer, entreprise suisse spécialisée dans l'horlogerie, a rejoint l'équipe en qualité de sponsor secondaire à compter de la saison 2017 et jusque fin 2019. Sophos, société de cybersécurité, s'est engagée comme sponsor pour la seule saison 2018.
Le budget de BMC Racing, estimé à 21 millions d'euros, est en baisse de plusieurs millions d'euros, en partie en réaction à la baisse de 9 à 8 coureurs de l'effectif par équipe lors des grands tours. Sont ainsi revus à la baisse le nombre de coureurs, de soigneurs et de mécaniciens de l'équipe. L'équipe espoirs BMC Development, bien que d'autres motifs soient évoqués en plus du budget.
BMC présente un maillot noir et rouge semblable à celui des années précédentes. Comme en 2017, le logo de TAG Heuer apparaît sur les manches. Le col devient bleu afin d'y faire figurer le nouveau sponsor Sophos, société de cybersécurité, qui apparaît également sur le cuissard,,.

### Arrivées et départs
| Arrivées         | Équipe 2017       |
| ---------------- | ----------------- |
| Alberto Bettiol  | Cannondale-Drapac |
| Patrick Bevin    | Cannondale-Drapac |
| Simon Gerrans    | Orica-Scott       |
| Jürgen Roelandts | Lotto-Soudal      |

| Départs          | Équipe 2018            |
| ---------------- | ---------------------- |
| Silvan Dillier   | AG2R La Mondiale       |
| Martin Elmiger   | retraite               |
| Floris Gerts     |                        |
| Ben Hermans      | Israel Cycling Academy |
| Amaël Moinard    | Fortuneo-Samsic        |
| Daniel Oss       | Bora-Hansgrohe         |
| Manuel Quinziato | retraite               |
| Samuel Sánchez   |                        |
| Manuel Senni     | Bardiani-CSF           |

### Objectifs
Les deux leaders de BMC sont Richie Porte pour les courses à étapes, et Greg Van AVermaet, pour les classiques. Richie Porte reste le leader de l'équipe pour le Tour de France, où il est prévu qu'il soit notamment épaulé par Tejay van Garderen. 
Rohann Dennis mènera BMC au Tour d'Italie.

## Déroulement de la saison

### Janvier-février: début de saison
L'équipe BMC commence sa saison aux championnats d'Australie où Rohan Dennis conserve son titre en contre-la-montre.
Au Tour Down Under, Richie Porte s'impose sur la cinquième étape, au mont Willunga, mais finit deuxième du classement général derrière Daryl Impey.

### Mars-avril
Tejay van Garderen est désigné leader de l'équipe sur Paris-Nice. Il doit cependant abandonner dès la première étape, souffrant d'une entorse cervicale à la suite d'une chute. Dylan Teuns est alors désigné leader de BMC. Deuxième de l'« étape-reine » à Valdeblore derrière Simon Yates et septième de la dernière étape, il finit sixième du classement général.
Durant la même semaine, Richie Porte, malade, a déclaré forfait pour Tirreno-Adriatico, où il devait être leader de BMC. En son absence, le leader est Damiano Caruso. Avec Greg Van Avermaet, Alberto Bettiol, Patrick Bevin , Damiano Caruso, Rohan Dennis, Stefan Küng et Michael Schär, BMC s'impose lors du contre-la-montre par équipes inaugural. Caruso, qui passe la ligne d'arrivée le premier, prend la tête du classement général. Le lendemain, Bevin lui prend cette place en arrivant cinquième de l'étape. BMC cède le maillot bleu à Geraint Thomas (Sky) à l'issue de la troisième étape, cependant que Greg Van Avermaet occupe la deuxième place en étant crédité du même temps que lui. Caruso retrouve le maillot bleu pour une journée après la quatrième étape, avec de le céder à un autre coureur de Sky, Michał Kwiatkowski. Rohan Dennis apporte à l'équipe une deuxième victoire d'étape en s'imposant contre la montre le dernier jour. Caruso, 37e de l'étape, conserve sa deuxième place au classement général derrière Kwiatkowski et devant Thomas, un résultat qui le satisfait, à l'issue d'une « grande semaine » pour l'équipe selon le directeur sportif Max Sciandri.

## Coureurs et encadrement technique

### Effectif
| Cycliste             | Date de naissance | Nationalité      | Équipe 2017       |  |
| -------------------- | ----------------- | ---------------- | ----------------- |  |
| Alberto Bettiol      | 29 octobre 1993   | Italie           | Cannondale-Drapac |  |
| Patrick Bevin        | 15 février 1991   | Nouvelle-Zélande | Cannondale-Drapac |  |
| Tom Bohli            | 17 janvier 1994   | Suisse           | BMC Racing        |  |
| Brent Bookwalter     | 16 février 1984   | États-Unis       | BMC Racing        |  |
| Damiano Caruso       | 12 octobre 1987   | Italie           | BMC Racing        |  |
| Alessandro De Marchi | 19 mai 1986       | Italie           | BMC Racing        |  |
| Rohan Dennis         | 28 mai 1990       | Australie        | BMC Racing        |  |
| Jempy Drucker        | 3 septembre 1986  | Luxembourg       | BMC Racing        |  |
| Kilian Frankiny      | 26 janvier 1994   | Suisse           | BMC Racing        |  |
| Simon Gerrans        | 16 mai 1980       | Australie        | Orica-Scott       |  |
| Stefan Küng          | 16 novembre 1993  | Suisse           | BMC Racing        |  |
| Richie Porte         | 30 janvier 1985   | Australie        | BMC Racing        |  |
| Nicolas Roche        | 3 juillet 1984    | Irlande          | BMC Racing        |  |
| Jürgen Roelandts     | 2 juillet 1985    | Belgique         | Lotto-Soudal      |  |
| Joey Rosskopf        | 5 septembre 1989  | États-Unis       | BMC Racing        |  |
| Michael Schär        | 29 septembre 1986 | Suisse           | BMC Racing        |  |
| Miles Scotson        | 18 janvier 1994   | Australie        | BMC Racing        |  |
| Dylan Teuns          | 1er mars 1992     | Belgique         | BMC Racing        |  |
| Greg Van Avermaet    | 17 mai 1985       | Belgique         | BMC Racing        |  |
| Tejay van Garderen   | 12 août 1988      | États-Unis       | BMC Racing        |  |
| Nathan Van Hooydonck | 12 octobre 1995   | Belgique         | BMC Racing        |  |
| Francisco Ventoso    | 6 mai 1982        | Espagne          | BMC Racing        |  |
| Loïc Vliegen         | 20 décembre 1993  | Belgique         | BMC Racing        |  |
| Danilo Wyss          | 26 août 1985      | Suisse           | BMC Racing        |  |

- Stagiaires

À partir du 1er août 2018
| Coureur         | Date de naissance | Nationalité | Équipe                                         |
| --------------- | ----------------- | ----------- | ---------------------------------------------- |
| Alexander Evans | 28 janvier 1997   | Australie   | Mobius-BridgeLane                              |
| Freddy Ovett    | 16 janvier 1994   | Australie   | Australian Cycling Academy-Ride Sunshine Coast |

### Encadrement
Allan Peiper est le manager sportif de l'équipe depuis 2014. Il a succédé à John Lelangue, parti après le Tour de France 2013. Peiper était arrivé en 2013 en tant que directeur de la performance,. Les directeurs sportifs de l'équipe sont Fabio Baldato, Klaas Lodewijck, Valerio Piva, Maximilian Sciandri et Jackson Stewart.

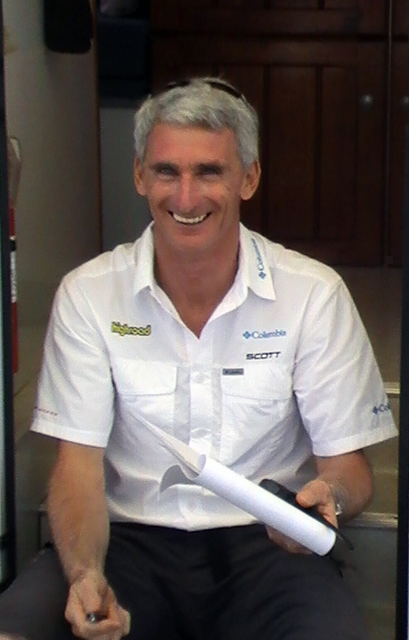
Allan Peiper, en 2008.
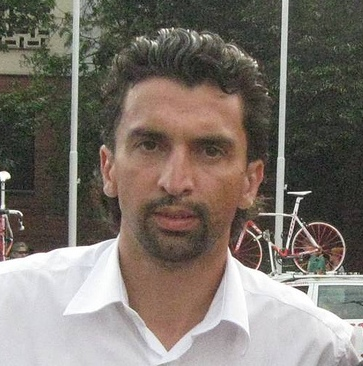
Fabio Baldato, en 2009.
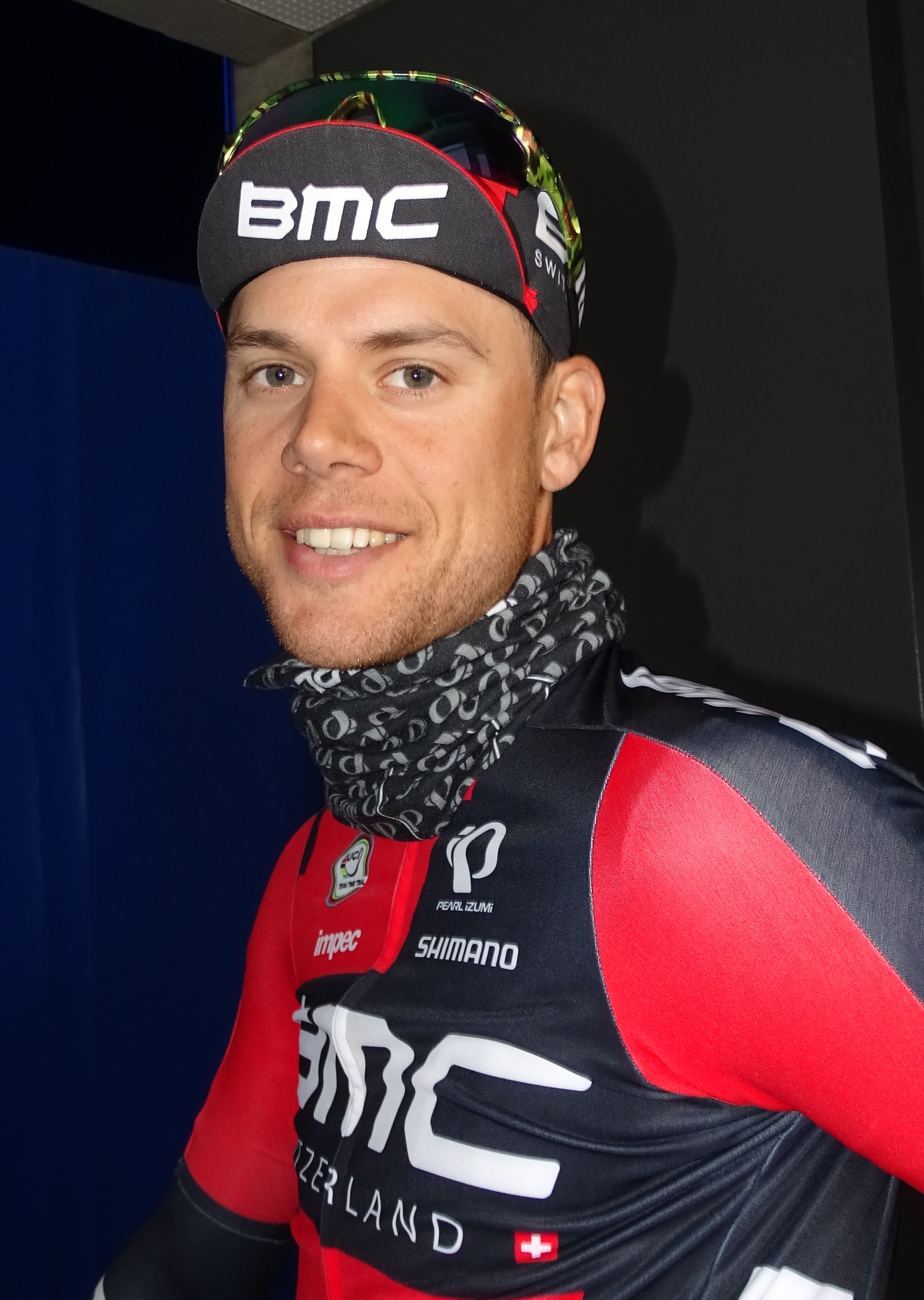
Klaas Lodewyck, en 2015.

## Bilan de la saison

### Victoires
| Date       | Course                                         | Pays        | Classe | Vainqueur            |
| ---------- | ---------------------------------------------- | ----------- | ------ | -------------------- |
| 5/01/2018  | Championnat d'Australie du contre-la-montre    | Australie   | CN     | Rohan Dennis         |
| 20/01/2018 | 5e étape du Tour Down Under                    | Australie   | 2.UWT  | Richie Porte         |
| 2/02/2018  | 5e étape du Tour de la Communauté valencienne  | Espagne     | 2.1    | BMC Racing           |
| 4/02/2018  | 5e étape du Tour de la Communauté valencienne  | Espagne     | 2.1    | Jürgen Roelandts     |
| 15/02/2018 | 3e étape du Tour d'Oman                        | Oman        | 2.HC   | Greg Van Avermaet    |
| 24/02/2018 | 4e étape du Tour d'Abou Dabi                   | Abou Dabi   | 2.UWT  | Rohan Dennis         |
| 07/03/2018 | 1re étape de Tirreno-Adriatico                 | Italie      | 2.UWT  | BMC Racing           |
| 13/03/2018 | 7e étape de Tirreno-Adriatico                  | Italie      | 2.UWT  | Rohan Dennis         |
| 6/05/2018  | Classement général du Tour de Yorkshire        | Royaume-Uni | 2.1    | Greg Van Avermaet    |
| 16/05/2018 | 4e étape du Tour de Californie                 | États-Unis  | 2.UWT  | Tejay Van Garderen   |
| 22/05/2018 | 16e étape du Tour d'Italie                     | Italie      | 2.UWT  | Rohan Dennis         |
| 09/06/2018 | 1re étape du Tour de Suisse                    | Suisse      | 2.UWT  | BMC Racing           |
| 17/06/2018 | 9e étape du Tour de Suisse                     | Suisse      | 2.UWT  | Stefan Küng          |
| 17/06/2018 | Classement général du Tour de Suisse           | Suisse      | 2.UWT  | Richie Porte         |
| 21/06/2018 | Championnat des États-Unis du contre-la-montre | États-Unis  | CN     | Joey Rosskopf        |
| 27/06/2018 | Championnat de Suisse du contre-la-montre      | Suisse      | CN     | Stefan Küng          |
| 9/07/2018  | 3e étape du Tour de France                     | France      | 2.UWT  | BMC Racing           |
| 6/08/2018  | Prologue du Tour de l'Utah                     | États-Unis  | 2.HC   | Tejay Van Garderen   |
| 14/08/2018 | 2e étape du BinckBank Tour                     | Pays-Bas    | 2.UWT  | Stefan Küng          |
| 25/08/2018 | 1re étape du Tour d'Espagne                    | Espagne     | 2.UWT  | Rohan Dennis         |
| 05/09/2018 | 11e étape du Tour d'Espagne                    | Espagne     | 2.UWT  | Alessandro De Marchi |
| 11/09/2018 | 16e étape du Tour d'Espagne                    | Espagne     | 2.UWT  | Rohan Dennis         |
| 06/10/2018 | Tour d'Émilie                                  | Italie      | 1.HC   | Alessandro De Marchi |

### Résultats sur les courses majeures
Les tableaux suivants représentent les résultats de l'équipe dans les principales courses du calendrier international (les cinq classiques majeures et les trois grands tours). Pour chaque épreuve est indiqué le meilleur coureur de l'équipe, son classement ainsi que les accessits glanés par BMC sur les courses de trois semaines.

#### Classiques
| Classique            | Milan-San Remo        | Tour des Flandres      | Paris-Roubaix          | Liège-Bastogne-Liège | Tour de Lombardie |
| -------------------- | --------------------- | ---------------------- | ---------------------- | -------------------- | ----------------- |
| Coureur (classement) | Jürgen Roelandts (5e) | Greg Van Avermaet (5e) | Greg Van Avermaet (4e) | Dylan Teuns (20e)    | Dylan Teuns (3e)  |

#### Grands tours
| Grand tour           | Tour d'Italie                     | Tour de France                                  | Tour d'Espagne                                                |
| -------------------- | --------------------------------- | ----------------------------------------------- | ------------------------------------------------------------- |
| Coureur (classement) | Rohan Dennis (16e)                | Damiano Caruso (20e)                            | Dylan Teuns (33e)                                             |
| Accessits            | 1 victoire d'étape (Rohan Dennis) | 1 victoire d'étape contre-la-montre par équipes | 3 victoires d'étapes (Rohan Dennis (2), Alessandro De Marchi) |